# Чиреаши (Бистрица-Насауд)
Чиреаши (рум. Cireași) насеље је у Румунији у округу Бистрица-Насауд у општини Тарлишуа. Oпштина се налази на надморској висини од 412 m.

## Становништво
Према подацима из 2002. године у насељу је живело 114 становника, од којих су сви румунске националности.